# Saint-Sauveur-d'Émalleville
Saint-Sauveur-d'Émalleville är en kommun i departementet Seine-Maritime i regionen Normandie i norra Frankrike. Kommunen ligger i kantonen Goderville som tillhör arrondissementet Le Havre. År 2022 hade Saint-Sauveur-d'Émalleville 1 203 invånare.

## Befolkningsutveckling
Antalet invånare i kommunen Saint-Sauveur-d'Émalleville
| Referens: INSEE |